# 唐符
唐符（15世紀—16世紀），字信伯，號雪泉，南直隸蘇州府太倉州人，明朝政治人物。

## 生平
唐符是成化十一年進士唐韶之子，弘治十四年（1501年）中舉人，正德九年（1514年）成進士，獲授行人，十四年（1519年）實授四川道監察御史，巡按湖湘不煩擾人民，被稱為「真御史」。之後他外任四川按察司副使，調往河南監督水利，嘉靖十四年（1535年）陞山西右參政，督理糧餉，在任內去世。

## 家族
子唐圍，任河南都司斷事，官至化州同知；另一子唐園任福州府吏目。

## 引用
1. 1 2  民國《太倉州志·卷十八·人物二》：唐符，字信伯，韶子，正德九年進士，授行人，繼為御史出按湖湘，不務煩擾，嘉靖六年復按湖湘，吏民稱真御史；出為四川按察司副使，勤慎敏達，調河南督水利，十四年陞山西布政司右參政，督理糧餉，卒於官。
2. ↑  民國《太倉州志·卷十·選舉》：（弘治）十四年辛酉科（舉人）……唐符 見進士……（正德）九年甲戌科（進士）……唐符 有傳
3. ↑  《明武宗毅皇帝實錄·卷一百七十七》：（正德十四年八月）戊寅實授試御史蕭淮、歐珠、秦鉞、朱節、楊來鳳、王秀、唐符、洪異為監察御史，淮、珠雲南道，鉞江西道，節山東道，來鳳山西道，秀廣東道，符四川道，異廣西道。
4. ↑  《重編雙鳳里志·卷四·人物志》：唐符，字信伯，號雪泉，韶子。進士，授行人，握監察御史。巡按湖湘，不務煩擾，上下安之。再按湖湘，人稱真御史。有不者，望風解綬去。補四川副使，勤敏達政理。調河南提督水利，升山西右參政，督理糧餉，以勞卒於官。其初握御史也，世身堂鄉人榮之。子圍，字中一，號後泉。以國學仕河南都司斷事，至化州同知。園，字象一，號仰泉，仕福州吏目。